# باربوبليكا
باربوبليكا ، رسميًا شركة المشاركات العامة (جي أس بي أس) أس أيه ، هي شركة قابضة حكومية يمكن وصفها بأنها صندوق الثروة الوطنية للجمهورية البرتغالية . يقع مقر الشركة في لشبونة، البرتغال. ومن بين أصولها الرئيسية شركة تاب برتغال ، شركة مطارات البرتغال ،
أغواس دي البرتغال ، وإمبرنسا ناسيونال كاسا دا مويدا ، و كومبانيا داس ليزيرياس ، وحلبة إستوريل . تم وصفها بأنها وحدة الشراكة بين القطاعين العام والخاص في البرتغال.